# Bo Johansson (fotbollstränare)
Bo Villy Roland "Bosse" Johansson, född 28 november 1942 i Kristdala utanför Oskarshamn, är en svensk före detta fotbollsspelare och tränare, främst känd som guldtränare för Östers IF 1980 och 1981 och som förbundskapten för det danska landslaget 1996–2000.

## Karriär

### Som spelare
Johansson började sin spelarkarriär i småländska IF Ariel. Därifrån gick han inför säsongen 1962 till Kalmar FF som då spelade i division 2 (nuvarande nivå Superettan). Klubben hade under 1960-talet målet att åter nå Allsvenskan vilket man dock inte lyckades med under den tid Johanssons tid som spelare. Efter elva år som spelare blev han säsongen 1973 istället tränare för KFF.

### Tränarkarriärens början
De stora framgångarna nådde Johansson först när han tog klivet in på tränarbanan. Efter att ha haft rodret för Kalmar FF under 1973 lämnade han för att få huvudansvar i den lokala klubben Lindsdals IF. Här var han spelande tränare under tre säsonger (1974–1976) i division 4 och 3 och började där forma sin ledarfilosofi (se separat rubrik nedan) med en tro på individen som ändå ska respektera kollektivet. Spelaren är den som gör jobbet och tränaren  kan endast hjälpa spelaren att få fram all sin kapacitet. Människan måste må bra innan hon kan prestera.

### Större uppgifter, SM-tecken och till sist SM-guld
Inför säsongen 1977 ansågs Johansson mogen för större uppgifter och lockades tillbaka till KFF – som nu spelade i Allsvenskan. Här tränade han laget under två säsonger med stor framgång. Klubben blev trea den första säsongen och erhöll därmed "Lilla silvret". Året därpå befäste Kalmar sin position som en av de bästa klubbarna i landet då man bärgade en fjärdeplats och allsvensk bronsmedalj. Därpå lämnade Johansson för lokalkonkurrenten Östers IF där hans ödmjuka ledarstil firade stora triumfer när klubben 1980 och 1981 tog klubbens 3:e och 4:e allsvenska guld i historien. Under dessa år hade Öster sitt kanske bästa lag genom tiderna. 1981 vann man 10 raka segrar i inledningen av Allsvenskan med starka 26–4 i målskillnad.

### Nya utmaningar i de första motgångarna
Johansson, som aldrig tränade en klubb mer än tre säsonger i rad, ville dock ha en ny utmaning. Han lämnade därför det "självspelande pianot" Öster för att åter träna klubben i hans hjärta, Kalmar FF. Säsongen 1982 blev dock en besvikelse då Johansson för första gången var med om att trilla ur en serie då laget åkte ur Allsvenskan via kvalspel. Nästföljande säsong blev det revansch då Kalmar tog steget upp i högsta serien efter att ha besegrat Djurgården hemma med 3–1 i den avgörande kvalmatchen.
Likt sina tidigare uppdrag lämnade Johansson åter när det gick som bäst och nu hade man även utomlands fått upp ögonen för den lugne smålänningen. FK Jerv i norska andraligan under åren 1984–1985 blev nästa anhalt innan han var tillbaka i Småland för att träna Östers IF 1986–1988. Efter en fjärdeplacering 1987 var chocken stor när Öster för första gången sedan uppgången till landets högsta serie åkte ur Allsvenskan nästföljande år. Detta efter att Johansson mitt i säsongen (1 juli) hade lämnat smålänningarna för att istället ta sig an Panionos FC i Grekland där han sedan kom att stanna i ett och ett halvt år. Tiden i Grekland var dock turbulent då tre presidenter och fyra fotbollsordförande avgick i klubben under den tid Johansson var där. En cupfinal mot Panathinaikos 1989 (förlust med 1–3) blev den största framgången.

### Isländsk förbundskapten
År 1990 till 1991 tränade Johansson Islands landslag. Landet lyckades dock inte ta sig till EM i Sverige 1992, vilket möjligen inte var en så stor missräkning då man dittills aldrig hade nått ett stort internationellt mästerskap.

### Ligamästare i Danmark och Norden runt
Johansson återgick därefter till en post som klubbtränare när han tog sig an Silkeborg IF i den danska ligan. Redan under den andra säsongen blev klubben för första gången i dess historia överraskande mästare säsongen 1993/94. I Danmark gjorde Johansson sig känd som den svenska gentlemannen, alltid positiv, med ett stort hjärta för en positiv, attraktiv fotboll. Detta var något som skulle betala sig senare då han erbjöds större jobb i landet. 
I Silkeborg fick Johansson tidigt, på sitt typiskt ödmjuka sätt men med styrande undertoner, visa spelarna hur de var tvungna att ta eget ansvar och ha respekt för sina ledare. "[Det] ...var kvar tolv väskor i omklädningsrummet och alla spelarna satt i bussen. Då gick jag och en sjukgymnast och en lagledare tre vändor var och bar väskor utan att spelarna lyfte ett finger. Dagen efter sa jag ingenting, men på tisdagen bad jag om ursäkt för att vi låtit dem vänta i den där bussen i tio minuter. Efter det var det inga problem med materielen...".
Johansson gjorde sin "Norden-runt-resa" som tränare komplett när han 1995 tränade finländska HJK Helsingfors. Det slutade med en tredje-placering och UEFA-cupspel. Kristdalasonens namn var fortfarande stort i grannländerna, inte minst i det land där han senast lyckades vinna en titel – Danmark. Han erbjöds nu jobbet som dansk förbundskapten.

### Dansk förbundskapten 1996–2000
Som förbundskapten i Danmark gjorde sig Johansson genast populär när han på sitt ödmjuka, spontana sätt höll presskonferenser efter lagets ofta lyckade matchresultat. 1998 förde han Danmark till deras första VM-slutspel sedan 1986, ett slutspel som också skulle bli landets bästa genom tiderna.Där laget imponerade oerhört mycket prestationen i åttondelsfinalen mot Nigieria vinst med 4–1 är en av de bästa prestationer som ett danskt landslag gjort i ett VM-slutspel.
Laget, med stjärnor som bröderna Michael och Brian Laudrup tog sig ända till kvartsfinal där man åkte ut mot Brasilien efter en 3–2-förlust. Johansson och laget hyllades stort för framgången vid hemkomsten till Köpenhamn då man mottog folkets jubel.
Johansson fortsatte som förbundskapten ytterligare två år och tog också laget till EM 2000. Redan före turneringen hade han dock aviserat sin avgång, så de tre raka förluster Danmark fick utstå i gruppspelet hade inget med beslutet att göra. Faktum är att jobbet tärt på Johansson som tänkte på fotboll hela tiden. Han medgav långt senare i en intervju att han haft det "hårt med hälsan" den sista tiden som förbundskapten för Danmark och att han behövt sömntabletter varje natt. Till sist fick hans fru Christina honom att inse att han inte mådde bra av stressen och han sade då upp sig.

### Tillbaka i svensk fotboll efter en lugn period
Efter avslutet med Danmark tog Johansson det lugnt, umgicks med familjen och spelade golf. Han accepterade en post i styrelsen för sin gamla klubb Kalmar FF, men annars tog han inget uppdrag som hade med fotboll att göra. Förfrågningar från fem, sex svenska klubbar och flera utländska klubbar avböjdes. Inför säsongen 2003, då IFK Göteborg tidigare under hösten klarat sig kvar i Allsvenskan via kvalspel, behövde man en rutinerad tränare som kunde få spelarnas respekt. Jobbet var som klippt och skuret för Johansson som till sist tackade ja efter att Thomas Ravelli i IFK:s styrelse hört av sig. Målet var att bli ett stabilt allsvenskt lag. "Med tanke på förra året är det en tuff målsättning som kan bli svår att uppfylla. Men jag har inga förväntningar, bara förhoppningar", menade Johansson. En stabil 7:e-plats blev till sist facit den första säsongen. 
Året efter var Göteborg länge med i guldstriden men fick till sist ge sig för Malmö och Halmstad. En 3:e plats i serien var dock mer än godkänt och klubbens bästa serieplacering sedan 1997. Dessutom tog man sig till cupfinal där det dock blev förlust med 3–1 mot Djurgården. Johansson följde sin filosofi att inte stanna för länge i en förening och lämnade sålunda IFK efter säsongen. Anledningen var som han själv menade, ingen alls. "Jag behöver inte ha någon anledning. Jag kan sluta ändå, jag har gjort det förr." Något år senare menade dock Johansson att IFK borde ha lagt fram ett kontraktsförslag så att det funnits något konkret att förhålla sig till och inte bara frågat om han "hade lust" att fortsätta. "Lust? Det är klart man har om man bestämmer sig. [...] Men det fanns ju inget kontrakt, kontraktet gick ut."
Han tog sig sedan med kort varsel (två veckor före seriestart) an norska Molde FK där han tog laget till seger i norska cupen. Serieplaceringen blev dock en besvikelse och kontraktet klarades efter kvalspel. Efter säsongen tog Johansson timeout från fotbollen på obestämd tid – åtminstone som tränare. "Nu kan det bli ledigt för evigt" som han uttryckte sig. Han åkte istället runt och höll föredrag om rollen som ledare.

### Stödjande åtgärder
År 2010, då allsvenska Åtvidaberg sparkat sin tränare, gjorde Johansson ett kort inhopp som mentor och bollplank till Andreas Thomsson när denne fick ta över tränarsysslan. Förutom en plats i styrelsen för Kalmar FF fungerade Johansson senare också under en period som "mentor" för tränarna i lokalklubben Lindsdals IF – där han själv inlett sin tränarkarriär på 1970-talet.

## Johanssons filosofi
Förutom att vara fotbollstränare, var (är) Johansson också föredragshållare. Han talar främst om ledarstil, sin syn på fotboll och hur man som ledare ska få ut det bästa av en spelare. Han arbetar med tio klara grunddrag:
1. Var öppen för andra. Omtänksamhet mot andra ger dig en känsla av välbefinnande, vilket leder till framsteg.
2. Kom ihåg, vi är alla olika. Vi är känsliga för olika stämningar. Påpeka inte alltid andras fel och brister. Respektera andras egenheter. Du har några själv!
3. Kräv inte att du skall vara perfekt. Det finns ett antal faktorer i de flesta situationer, som du inte kan kontrollera eller påverka. Ta inte tillfälliga motgångar alltför allvarligt.
4. Förstör inte ditt självförtroende genom att jämföra dina svaga sidor med styrkorna hos andra.
5. Tänk på att uppmuntran och uppskattning tar fram det bästa hos människan. Alltför negativ kritik tar fram det sämsta. Genom att du visar dina vänner förtroende, visar du dem också deras betydelse och duglighet.
6. Var tacksam för vad andra gör för dig. Var vänlig mot dina medmänniskor. Behandla andra som du vill att de ska behandla dig.
7. Var hjälpsam mot andra. Visa respekt, sympati och förståelse för de som söker din hjälp. Sluta oroa dig. Sätt värde på all godhet du äger.
8. Håll andras förtroende för dig själv. Var pålitlig. Lova aldrig något som du inte är säker på att du kan hålla.
9. Tänk alltid positivt.
10. Det du vill ha ut av livet kommer från andra människor. Vill du bli beundrad, respekterad eller älskad, så blir du det enbart genom andra människor. Aldrig genom saker och ting. Därför måste du förstå andra människor. Och det gör du först när du förstår dig själv.

## Efter karriären
Idag (2019) lever Johansson ett lugnt familjeliv i sin villa utanför Kalmar.

## Meriter

### Som tränare/förbundskapten
- Östers IF
  - SM-guld 1980, 1981
- Silkeborg IF
  - Dansk mästare 1994
- Danmark
  - Kvartsfinal i VM 1998
  - Slutspel i EM 2000
- Molde FK
  - Norskt cup-guld 2005

### Individuellt
- Årets tränare i allsvenskan 2003 (utsedd av Elitdomarklubben, EDK)